# Genista sericea
Genista sericea är en ärtväxtart som beskrevs av Franz Xaver von Wulfen. Genista sericea ingår i släktet ginster, och familjen ärtväxter. Inga underarter finns listade i Catalogue of Life.